# Buenaventura (Toledo)
Buenaventura es un municipio y localidad española de la provincia de Toledo, en la comunidad autónoma de Castilla-La Mancha. El término municipal tiene una población de 377 habitantes (INE 2024).

## Toponimia
El topónimo "Buenaventura" deriva del nombre del santo italiano Buenaventura de Fidanza. 

## Geografía

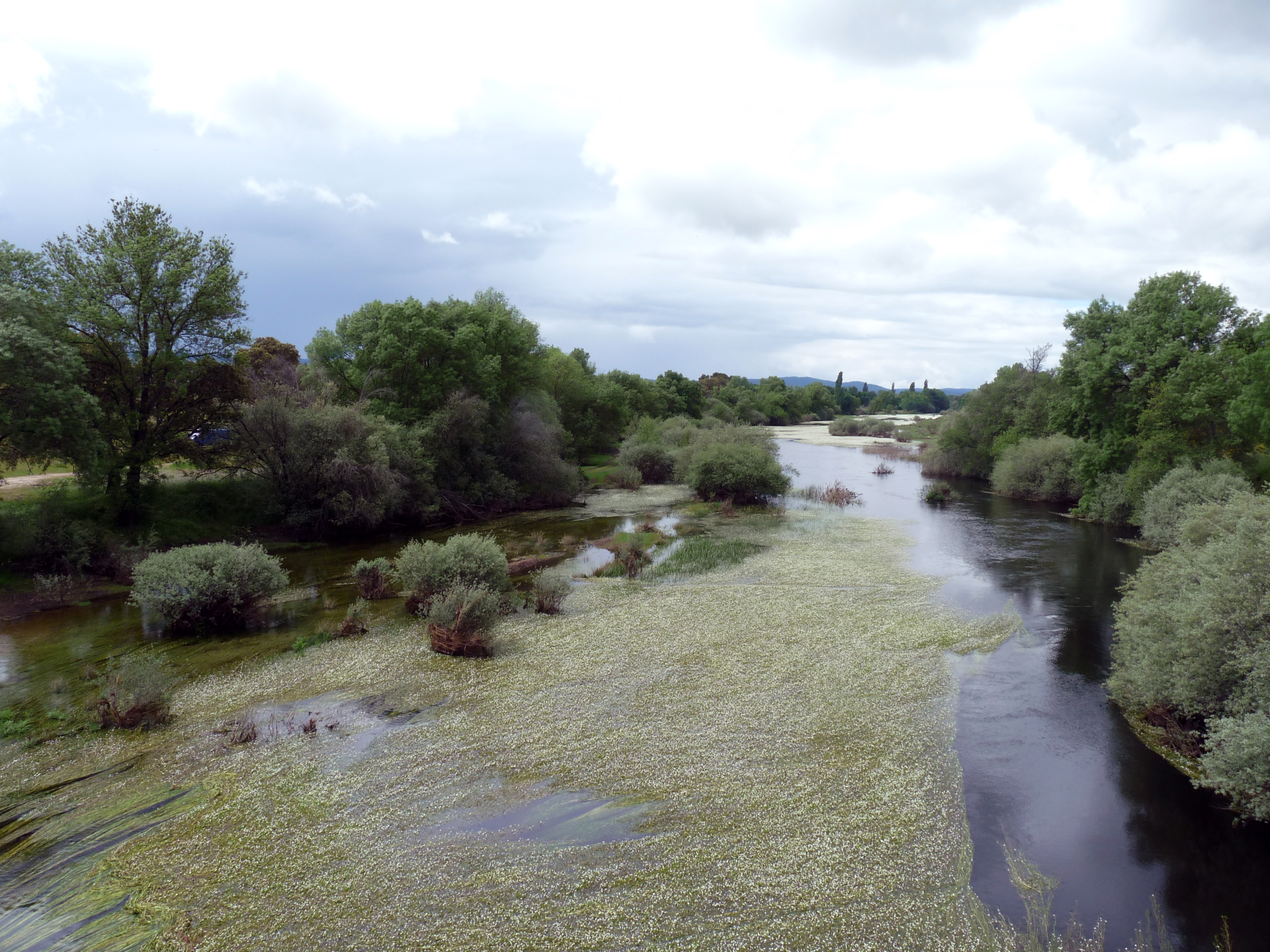
Vista del río Tiétar desde la carretera AV-920/CM-5100; el río marca el límite entre Pedro Bernardo y Buenaventura y las provincias de Ávila y Toledo

El municipio se encuentra situado en un llano a la falda de un pequeño cerro al sur en el valle del Tiétar, entre la Sierra de San Vicente y la Bantera.
Pertenece a la comarca de la Sierra de San Vicente y linda con los términos municipales de Lanzahíta, Pedro Bernardo y Mombeltrán en la provincia de Ávila y El Encinarejo —término segregado de Almendral de la Cañada— y Navamorcuende en la de Toledo.
Discurre por el término el río Tiétar, a unos 2 km de la localidad, que se encuentra a una altitud de 436 m sobre el nivel del mar. En el siglo XIX se comenta que el término «comprende mucho monte de encina por todas partes».
| Noroeste: Lanzahíta (Ávila)                      | Norte: Pedro Bernardo (Ávila) | Noreste: Almendral de la Cañada (exclave) |
| Oeste: Mombeltrán (provincia de Ávila) (exclave) |                               | Este: Navamorcuende                       |
| Suroeste: Navamorcuende                          | Sur: Navamorcuende            | Sureste: Navamorcuende                    |

## Historia
La localidad ya aparecía en 1685 figurando en una escritura otorgada en La Hinojosa el 16 de mayo de ese mismo año. Además, existe un documento relativo a un conflicto concejil sobre las aguas que se producen en los términos fronterizos a esta villa que ya la menciona en 1613. Es decir, ya por entonces tenía personalidad municipal propia. 
Fue una villa de señorío perteneciente a los marqueses de Navamorcuende, percibiendo, mediante el derecho de terrazgo, 1504 reales de bellón y 20 maravedíes. Históricamente, perteneció a la provincia de Ávila hasta la reforma territorial de Javier de Burgos (1833). Formó parte de la comunidad de la Sierra de El Piélago. Hacia mediados del siglo XVIII consiguió su independencia. Por entonces contaba con 110 casas y una escuela dotada con 1100 reales al que asistían 30 niños.
Hacia mediados del siglo XIX, el lugar tenía contabilizada una población de 402 habitantes. La localidad aparece descrita en el cuarto volumen del Diccionario geográfico-estadístico-histórico de España y sus posesiones de Ultramar de Pascual Madoz de la siguiente manera:

BUENAVENTURA: v. con ayunt. de la prov. de Toledo (14 leg.), part. jud. de Talavera de la Reina (4), aud. terr. de Madrid (20), dióc. de Avila (10), c. g. de Castilla la Nueva (Madrid): sit. en llano, aunque á la falda de un pequeño cerro con esposicion al S. en el valle de Tietar; es de clima cálido; reinan los vientos E. y O., y se esperimentan toda clase de enfermedades: tiene 110 casas, municipalidad, cárcel, pósito, escuela dotada con 1,100 rs. de los fondos públicos, á a que asisten 30 niños; una fuente para el uso de los vec., igl. parr. dedicada á la Santa Cruz; y en los afueras 2 ermitas tituladas del Buen-Suceso y de S. Sebastian, medio arruinadas. Confina el térm. por N. con el de Gavilanes; E. Lanzahita, ambos del part. de Arenas de San Pedro, prov. de Avila; S. Montes-Claros; O. Navamorcuende, dist. de 1/2 á 1 leg. y comprende mucho monte de encina por todas partes: le cruza á dist. de 1/2 leg. del pueblo, y divide la jurisd. por N. y O. el r. Tietar, que baja de la prov. de Avila: el terreno es de inferior calidad; los caminos vecinales; el correo se secibe en la estafeta de Navamorcuende por los mismos interesados. prod.: trigo, centeno, cebada, garbanzos y patatas; se mantiene algun ganado de cerda, lanar, cabrio y vacuno; y se cria alguna caza menor y pesca menuda de barbos en el r. pobl.: 92 vec., 402 alm. cap. prod.: 399,226 rs.: imp.: 10,780. contr.: segun el cálculo general de la prov. 74'48 por 100.
(Madoz, 1846, p. 474)

## Demografía
Cuenta con una población de 377 habitantes (INE 2024).
| Gráfica de evolución demográfica de Buenaventura entre 1842 y 2021                                                    |
| |
| Población de derecho según los censos de población del INE. Población de hecho según los censos de población del INE. |

## Símbolos
El escudo heráldico que representa al municipio fue aprobado oficialmente el 10 de diciembre de 1990 con el siguiente blasón:

Escudo español, partido: Primero, en campo de oro, seis roeles en palo y de a tres, de azur; Segundo, de plata, una encina arrancada, de sinople, con tronco de sable. Al timbre, Corona Real Cerrada.
Diario Oficial de Castilla-La Mancha nº 93 de 19 de diciembre de 1990

La descripción textual de la bandera municipal, aprobada el 9 de marzo de 1993, es la siguiente:

Bandera rectangular cuyas proporciones son 3/5, dividida horizontalmente en tres franjas, de anchora doble la central que las extremas y colores verde la superior, blanco la intermedia y azul la superior. En el centro de la franja blanca lleva el escudo de armas del municipio.
Diario Oficial de Castilla-La Mancha nº 20 de 17 de marzo de 1993

## Administración
| Periodo   | Nombre                                                                       | Partido       |
| --------- | ---------------------------------------------------------------------------- | ------------- |
| 1983-1987 | Rafael Castro de Castro                                                      | Independiente |
| 1987-1991 | Gregorio Martín Camacho                                                      | PSOE          |
| 1991-1995 | Gregorio Martín Camacho                                                      | PSOE          |
| 1995-1999 | Gregorio Martín Camacho                                                      | PSOE          |
| 1999-2003 | Gregorio Martín Camacho (1999-2001) Rosa María Fernández Sánchez (2001-2003) | PSOE          |
| 2003-2007 | Rosa María Fernández Sánchez                                                 | PSOE          |
| 2007-2011 | Rosa María Fernández Sánchez                                                 | PSOE          |
| 2011-2015 | Carlos Fernando De Castro Fernández                                          | PP            |
| 2015-2019 | Carlos Fernando De Castro Fernández                                          | PP            |
| 2019-2023 | Carlos Fernando De Castro Fernández                                          | PP            |

## Patrimonio

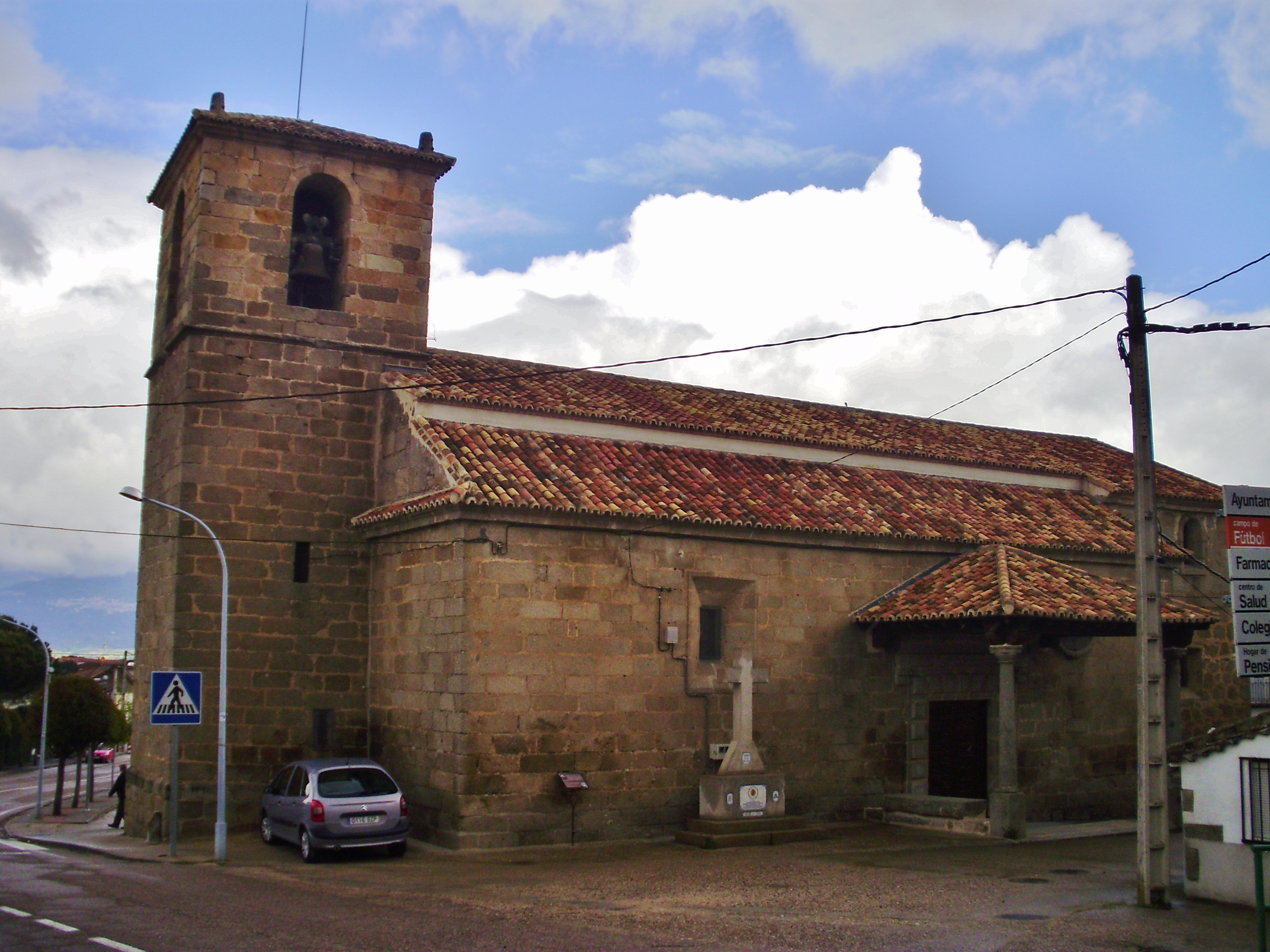
Iglesia de la Santa Cruz

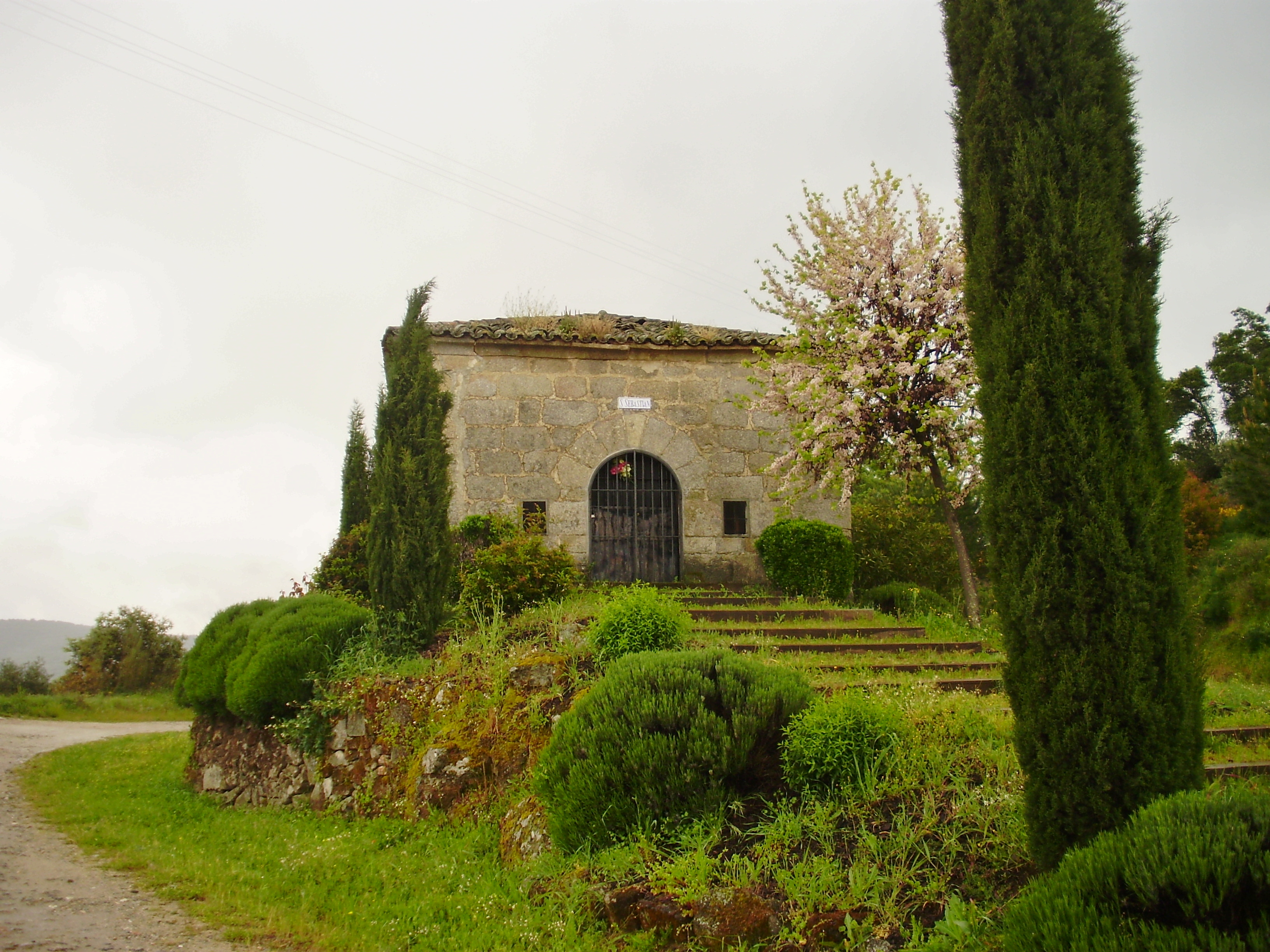
Ermita de San Sebastián

En la localidad se encuentra la iglesia parroquial de la Santa Cruz. En el municipio se ubican también las ermitas de San Sebastián y del Buen Suceso.

## Fiestas
- 3 de mayo: la Cruz de mayo.
- 15 de julio: Fiestas patronales en honor a San Buenaventura.
- Último sábado de septiembre: Nuestra Señora del Buen Suceso.
- Segundo sábado de octubre: La Vaquilla